# Plagiochila loriloba
Plagiochila loriloba là một loài rêu trong họ Plagiochilaceae. Loài này được Herzog ex Carl mô tả khoa học đầu tiên năm 1931.